# Playa de Gulpiyuri
Playa de Gulpiyuri (baskiska: Gulpiyuriko hondartza) är en strand i Spanien.   Den ligger i provinsen Province of Asturias och regionen Asturien, i den norra delen av landet, 300 km norr om huvudstaden Madrid.